# Albin Zajączkowski
Albin Zajączkowski – polski szlachcic herbu Prawdzic, c.k. radca Namiestnictwa, starosta sokalski około 1871, c.k. starosta przemyski w latach 1880–1887. Honorowy obywatel miast Sokal, Bełz i Krakowiec.
W 1890 zawarł związek małżeński z Zofią Jounga de Lenie h. Jounga